# All I Have to Do Is Dream
«All I Have to Do Is Dream» es una canción popularizada por The Everly Brothers en 1958, compuesta por el matrimonio Felice y Boudleaux Bryant. La canción ocupa el puesto número 141 en la lista de las 500 mejores canciones de todos los tiempos de la revista Rolling Stone.

## Versión de los Everly Brothers
La versión más conocida fue grabada por The Everly Brothers en los estudios RCA de Nashville  el 6 de marzo de 1958 y cuenta con la participación de Chet Atkins en la guitarra. Fue lanzada como sencillo en abril de 1958. Fue el único sencillo que estuvo en el número 1 en todas las listas de sencillos de Billboard simultáneamente. El 12 de mayo de 1958, encabezó la lista de "Best Sellers in Stores", después las listas de "Most plays by Jockeys" y "Top 100" el 19 de mayo de 1958, y permaneció en el número 1 en cada lista durante cuatro, cinco y tres semanas, respectivamente. Con su introducción en agosto de 1958 en la lista Billboard Hot 100, la canción terminó el año en el número 2. "All I Have to Do Is Dream" también alcanzó el número 1 en la lista de R&B, además de convertirse en el tercer éxito de los Everly Brothers en encabezar la lista country. 
Fuera de los Estados Unidos, "All I Have to Do Is Dream" tuvo un éxito masivo en varios países, más notablemente en el Reino Unido, donde encabezó la lista New Musical Express del Reino Unido en junio de 1958 y permaneció allí durante siete semanas (incluida una semana como número uno conjunto con " On the Street Where You Live " de Vic Damone), pasando 21 semanas en la lista en Gran Bretaña. La canción también ha aparecido en varias listas notables de las mejores canciones o sencillos de todos los tiempos, incluida la de las 1001 mejores canciones de la revista musical británica Q en 2003.
Fue nombrada una de las "500 canciones que dieron forma al rock and roll" por el Salón de la Fama del Rock and Roll y recibió el Premio Grammy del Salón de la Fama en 2004.
El lado B , "Claudette", fue el primer gran éxito como compositor de Roy Orbison (quien también grabó su propia versión de la canción) y recibió el nombre de su primera esposa. 

## Versiones
Ha sido versionada en múltiples ocasiones. Richard Chamberlain lo hizo para su álbum Richard Chamberlain Sings, adaptación que se convertiría en gran éxito como sencillo durante 1963. También fue versionada por la cantante francesa Sheila, bajo el título Pendant les vacances. The Shadows en Abbey Road, 2 de julio de 1982.
Barry Manilow cantó su propia versión en su álbum de 2006 The Greatest Songs of the Fifties. Asimismo, Laurent Voulzy la cantó con The Corrs para su álbum recopilatorio Dreams: The Ultimate Corrs Collection, del año 2007.
All I Have to Do Is Dream ocupa el puesto centésimo cuadragésimo primero de la lista de las 500 mejores canciones de todos los tiempos, según la revista Rolling Stone.